# Kashihara
Kashihara (橿原市, Kashihara-shi) is een stad in de prefectuur Nara op het Japanse eiland Honshu. De stad heeft een oppervlakte van 39,52 km² en 125.578 inwoners (2007). De naam van de stad komt van Kashihara no Miya (橿原の宮) , het regeringspaleis van de eerste Japanse keizer Jimmu.
De stad ligt op een vlakte met drie bergen van Yamato, de Yamato Sanzan, in de directe omgeving. Door de ligging kent Kashihara hete zomers en koude winters en relatief weinig neerslag.

## Geschiedenis

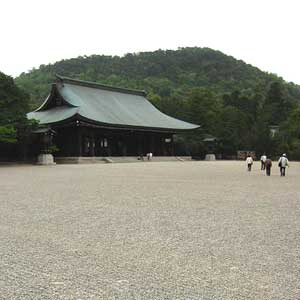
Kashihara-jingū

In het jaar 694 werd in het gebied waar nu Kashihara ligt een keizerlijke residentie naar Chinees model opgericht: Fujiwara-kyo. In de stad zijn nog Jinja te vinden die stammen uit het begin van de tiende eeuw.
De eigenlijke ontwikkeling van de stad begon in de 16e eeuw toen rond de onafhankelijke tempel Shōnen-ji (称念寺) de stad Imai-chō (今井町) groeide. In de tweede helft van de 19e eeuw werd het Shinto heiligdom Kashihara-jingū (橿原神宮) opgericht.
Kashihara werd een stad (shi) op 11 februari 1956 na samenvoeging van de steden Imai-chō, Yagi-chō (八木町), Unebi-chō (畝傍町) en de dorpen Masuge-mura (真菅村), Kamogimi-mura (鴨公村) en Miminari-mura (耳成村).
Op 8 juli 2022 werd oud-premier Shinzo Abe vermoord in Kashihara tijdens het voeren van de verkiezingscampagnes.

## Verkeer
Kashihara ligt aan de Sakurai-lijn van de West Japan Railway Company en aan de Osaka-lijn, de Minami-Osaka-lijn, de Kashihara-lijn en de Yoshino-lijn van Kintetsu (近畿日本鉄道株式会社, Kinki Nippon Tetsudō).
Kashihara ligt aan de Keinawa-autosnelweg en aan de volgende autowegen :
- Autoweg 24 (richting Kyoto en Wakayama)
- Autoweg 165
- Autoweg 166
- Autoweg 169